# Trichopilia subulata
Trichopilia subulata är en orkidéart som först beskrevs av Olof Swartz, och fick sitt nu gällande namn av Heinrich Gustav Reichenbach. Trichopilia subulata ingår i släktet Trichopilia och familjen orkidéer. Inga underarter finns listade i Catalogue of Life.

## Bildgalleri

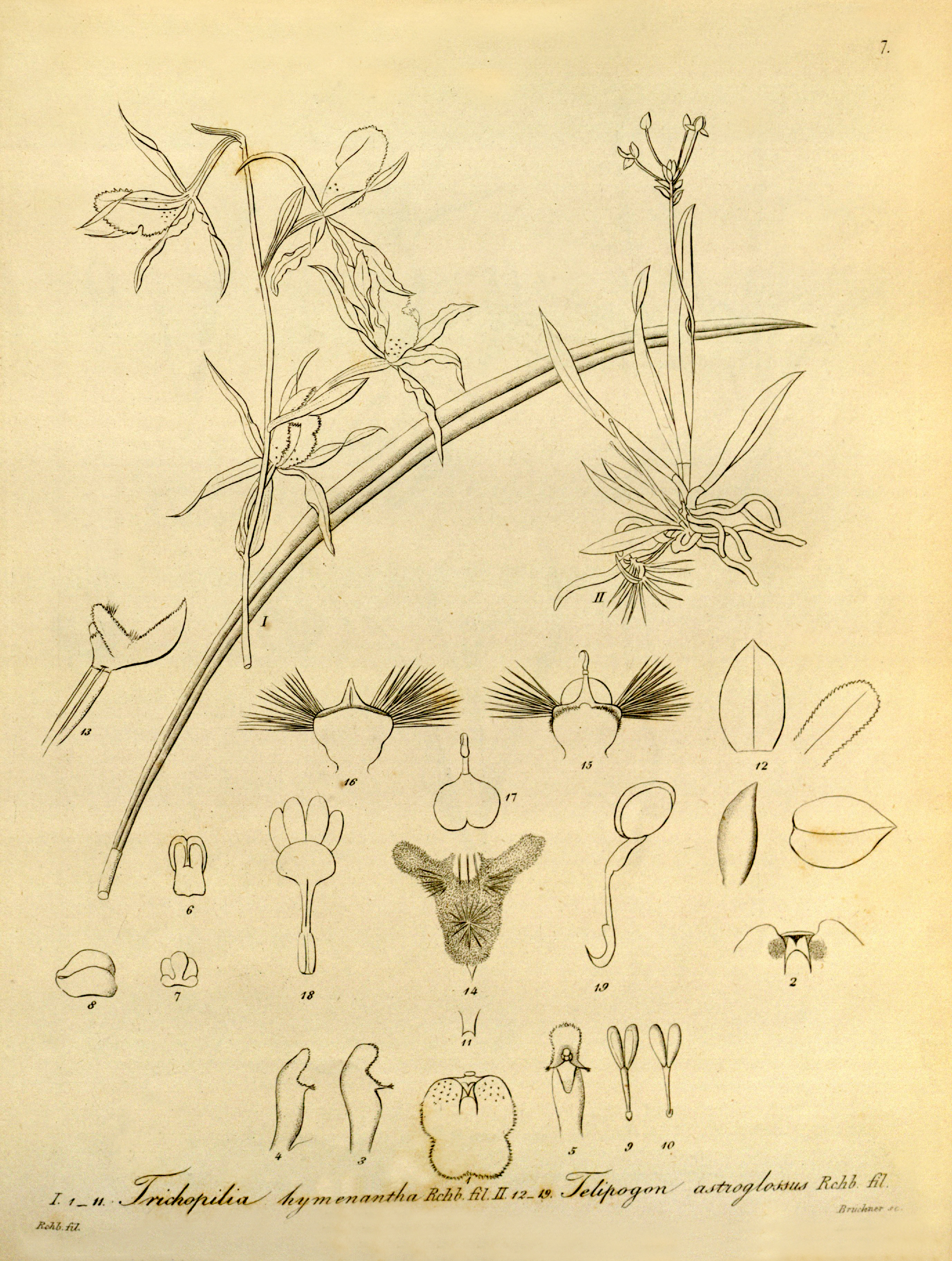